# Devuélveme
«Devuélveme» es una canción del cantante portorriqueño Ozuna. Se lanzó el 1 de noviembre de 2018 como el sexto sencillo de su segundo álbum de estudio Aura. En la lista Hot Latin Songs de Billboard, alcanzó la posición noventa y cinco. En Italia, el tema consiguió el disco de platino.

## Antecedentes y composición
La pista se estrenó el 1 de noviembre de 2018, como sexto sencillo de segundo álbum de estudio Aura. El tema fue escrito por el cantante junto a José Aponge, Yadiz Rivera, Vicente Saavedra, Juan Rivera, Juan Tobar y Carlos Oriz, mientras que la producción estuvo a cargo de Chris Jeday, Gaby Music, Hi Flow, Mandy y Yadiz Rivera.

## Vídeo musical
El video musical de «Devuélveme» se estrenó el 1 de noviembre de 2018. El video musical estuvo bajo la dirección del venezolano Nuno Gomes y se grabó en Miami, Florida. A marzo de 2020, cuenta con 177 millones de reproducciones.

## Rendimiento comercial
El tema logró aparecer en la lista Billboard Hot Latin Songs, alcanzando la posición número noventa y cinco. En España, el sencillo apareció en la ubicación veintiuno en la lista de PROMUSICAE, mientras que en Italia consiguió el disco de oro por 25.000 ventas digitales.

## Posicionamiento en listas
| Listas (2018)                    | Mejor posición |
| -------------------------------- | -------------- |
| Argentina (Argentina Hot 100)    | 45             |
| España (PROMUSICAE)              | 21             |
| Estados Unidos (Hot Latin Songs) | 95             |

## Certificaciones
| País (organismo certificador) | Certificación | Unidades certificadas |
| ----------------------------- | ------------- | --------------------- |
| Italia (FIMI)                 | Oro           | 25 000                |